# Новая Елань
 Новая Елань  — село в Альметьевском районе Татарстана. Входит в состав Ерсубайкинского сельского поселения.

## География
Находится в юго-восточной части Татарстана на расстоянии приблизительно 26 км по прямой на запад-северо-запад от районного центра города Альметьевск.

## История
Основано не позднее 1740-х годов. В 1904 году была построена церковь. Во время Гражданской войны было центром «Вилочного мятежа».

## Население
Постоянных жителей было: в 1782 году — 293, в 1795—218, в 1816—306, в 1834—461, в 1859—559, в 1897—1036, в 1913—1226, в 1920—1242, в 1926—1065, в 1938—898, в 1949—669, в 1958—572, в 1970—390, в 1979—236, в 1989 — 70, в 2002 − 50 (русские 94 %), 52 в 2010.